# Grotte de Moncks
La grotte de Moncks est située dans la banlieue de Redcliffs, dans la ville de Christchurch, en Nouvelle-Zélande. Elle est connue pour les nombreux objets en bois qui y ont été découverts en 1889 par des ouvriers,.

## Histoire
La grotte est découverte en 1889 par des ouvriers extrayant du métal pour les routes. Les ouvriers ont creusé dans le bas d'une colline, ce qui leur a permis de découvrir l'entrée de la grotte, qui a probablement été obstruée par les glissements de terrain.
La quantité de charbon de bois trouvée sur le toit de la grotte témoigne de l'existence d'incendies antérieurs.

## Artéfacts
L'un des objets trouvés dans la grotte est un waka ama en bois, aussi appelé pirogue à balancier. Ont également été retrouvés  une pagaie, une écope, une sculpture en bois représentant un chien, des restes de filets de pêche, des haches en pounamu, une quantité de poils noirs, d'arêtes de poisson et de moa. Ces objets ont permis aux chercheurs d'en apprendre plus sur la culture maorie.
La grotte est considérée comme l'une des plus grandes découvertes archéologiques en Nouvelle-Zélande, en raison des nombreux vestiges trouvés dans la grotte.